# The Last Roundup
The Last Roundup è un album Live dei Poco, pubblicato dalla Future Edge Records nel novembre del 2004. I brani dell'album furono registrati dal vivo nel luglio del 1977 al Civic Auditorium di Santa Monica, California (Stati Uniti) durante l'Indian Summer Tour.

## Tracce
1. Living in the Band – 3:15 (Paul Cotton)
2. Dallas – 3:34 (Walter Becker, Donald Fagen)
3. Magnolia – 6:45 (J.J. Cale)
4. Honky Tonk Downstairs – 2:44 (Dallas Frazier)
5. P.N.S. (When You Come Around) – 3:16 (Paul Cotton)
6. Sagebrush Serenade – 3:12 (Rusty Young)
7. Indian Summer – 4:22 (Paul Cotton)
8. Too Many Nights Too Long – 5:20 (Paul Cotton)
9. Startin' at the Sky – 2:55 (John Juke Logan, Timothy B. Schmit)
10. Twenty Years (Paul Cotton)
11. The Dance – 9:59 (Russell Young)
12. Keep on Tryin' – 2:43 (Timothy B. Schmit)
13. Hoe Down/Slow Poke – 4:15 (Richie Furay, Russell Young)
14. Rose of Cimmaron – 5:34 (Rusty Young)

## Musicisti
- Paul Cotton - chitarra, chitarra ritmica, voce
- Rusty Young - banjo, dobro, chitarra ritmica, mandolino, chitarra slide, armonie vocali
- Timothy B. Schmit - basso, voce, armonie vocali
- George Grantham - batteria, percussioni, armonie vocali